# Dalhem (Gotland)
Dalhem is een plaats in de gemeente, landschap en eiland Gotland en de provincie Gotlands län in Zweden. De plaats heeft 147 inwoners (2005) en een oppervlakte van 49 hectare.